# Arytinnis menceyata
Arytinnis menceyata är en insektsart som beskrevs av Percy 2003. Arytinnis menceyata ingår i släktet Arytinnis och familjen rundbladloppor. Inga underarter finns listade i Catalogue of Life.